# Ajuntament de Bàscara
L'Ajuntament de Bàscara és un edifici del municipi de Bàscara (Alt Empordà) inclòs en l'Inventari del Patrimoni Arquitectònic de Catalunya. Situat dins del nucli antic de la població de Bàscara, a la banda sud-est del terme i delimitat entre el carrer del Mar i el desnivell existent entre el carrer i la carretera N-II al seu pas per la població.

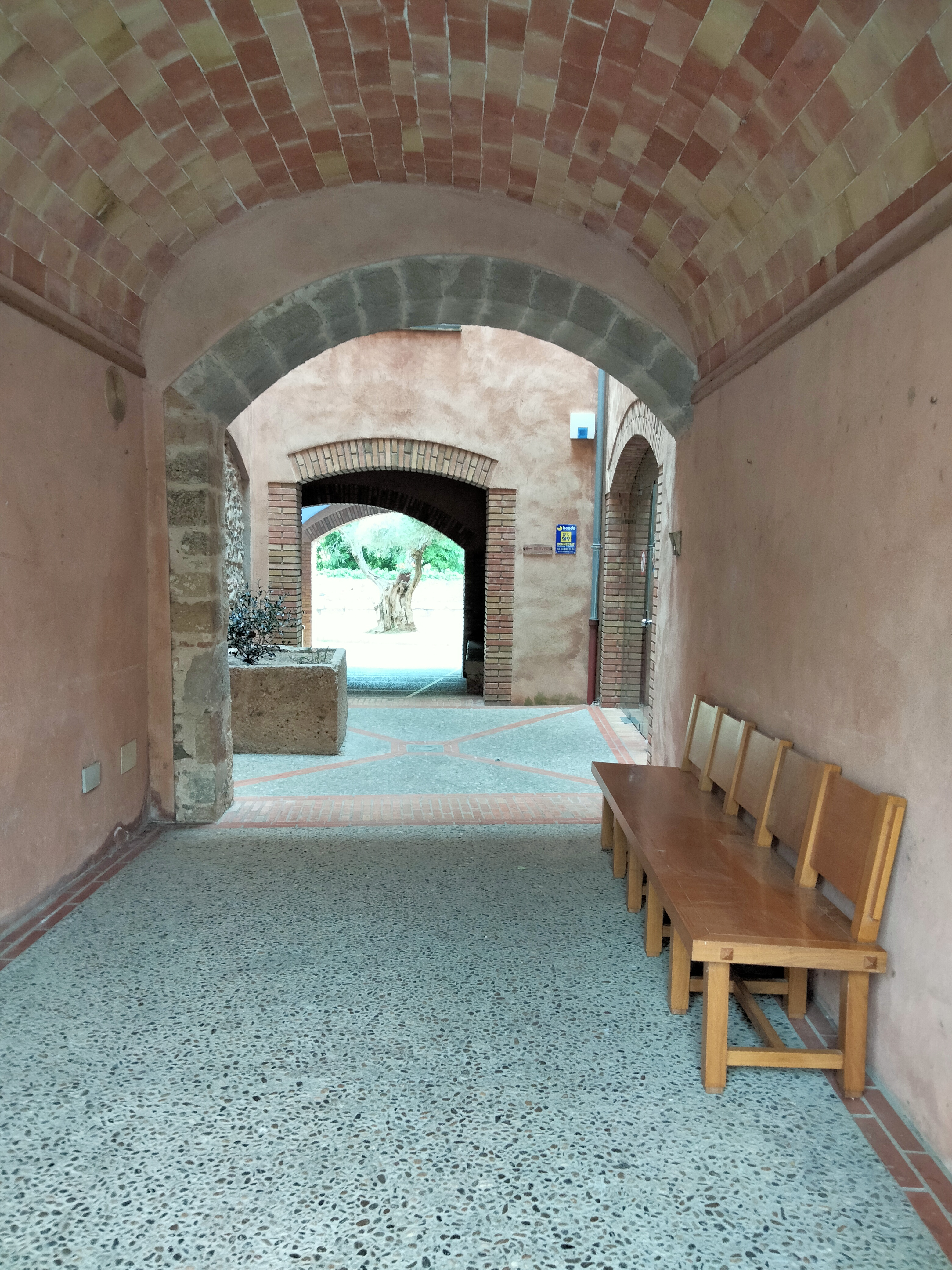
Pas de volta que dona al pati

Edifici entre mitgeres de planta irregular, format per tres crugies, amb la coberta de teula de dues vessants i distribuït en planta baixa i dos pisos. Fou objecte d'una gran rehabilitació a principis dels anys 90 per destinar-lo al seu nou ús com a seu de l'Ajuntament. La façana principal presenta, a la planta baixa, quatre portals d'arc de mig punt bastits en pedra, dels que l'únic original és el de l'extrem sud. Al primer pis hi ha tres finestrals d'arc rebaixat amb sortida a un balcó corregut, dels que el central està emmarcat en pedra. Als extrems dos finestrals més rectangulars, el del sud amb la llinda original i les impostes decorades amb rosetes, procedents d'una antiga finestra reaprofitada. La segona planta presenta cinc finestres balconeres, amb barana de ferro. L'interior de l'edifici presenta sostres coberts amb voltes de mig punt de pedra i morter, i voltes d'arc rebaixat a la catalana, ubicades a la planta baixa. Al primer pis, les voltes són de canó, dividides amb arcs formers i decorades amb llunetes. En canvi, a la segona planta, els sostres presenten bigues de fusta i cairats. La comunicació entre estances es fa a través d'arcs adovellats o bastits amb maons. A la planta baixa destaca l'antic trull, un pou, piques i bassis de pedra picada i altres estris agrícoles i funcionals de l'antic casal. La part posterior del casal presenta dos patis interiors de planta quadrada, comunicats mitjançant dos grans arcs de mig punt bastits amb pedra. Un altre tram bastit amb dues arcades de les mateixes característiques delimita un dels patis per la banda de llevant. La façana està arrebossada i pintada de color rosat.

## Història
La situació de la població de Bàscara prop del camí reial va fer que s'hi establissin hostals per allotjar els viatgers. Les notícies més antigues referents a aquests locals són del segle xiv, tot i que probablement ja existien molt abans. En un capbreu datat l'any 1473 s'esmenta tres cases definides com a hostals, situades a la banda de llevant de l'actual plaça Major. Una d'elles és aquest casal, propietat de Llorença Fares.
L'any 1512 era propietat de Miquel Ferrer, botiguer, i és força probable que hi tingués instal·lada la botiga, deixant així de ser hostal. El 1569, el propietari era el net de l'anterior, Pere Ferrer, mercader de Bàscara. La resta del que actualment està destinat a ajuntament era un altre hostal, probablement relacionat amb el primer establiment. Al segle xvii, l'edifici fou la seu de la notaria de la família Ferrer, notaris apostòlics de la vila, que tenien la notaria arrendada als Cella. L'edifici era propietat dels Ferrer i, a la planta baixa, hi van habilitar la notaria.
Actualment és la seu de l'ajuntament de la població. Cal mencionar que a la part de tramuntana de l'actual edifici consistorial hi havia l'hospital de la vila, documentat des del segle xiv.